# Himbertscha
Himbertscha ist eine Weißweinsorte. DNA-Analysen von José Vouillamoz (Biologe aus der Schweiz) ergaben, dass die Sorte aus dem Kanton Wallis wahrscheinlich eine natürliche Kreuzung der Sorte Humagne Blanche und einer noch unbekannten Sorte ist. Den Namen hat die Sorte sich wahrscheinlich vom rätoromanischen Begriff „im bercla“ (Pergola). Die klassische Erziehungsmethode des Himbertscha ist tatsächlich die Pergola. Die Sorte galt praktisch als fast ausgestorben, als ihr Anbau im Jahre 1984 vom Winzer Josef-Maria Chanton in Visperterminen mit Weinkellerei in Visp wiederbelebt wurde (0,17 Hektar, Stand 2007, Quelle: Office fédéral de l'agriculture OFAG).
Der  Geschmack des strohgelben Weissweins erinnert an Moos, Haselnuss, Melisse und Mango.

## Herkunft
Himbertscha  gehört zu einer Gruppe von Rebsorten, die sich in der geographischen Insellage der Alpenregionen Italiens und des Wallis in der Schweiz halten konnten. Zu dieser Gruppe gehören die folgenden Sorten:
- Rotweinsorten: Bonda, Cornalin d’Aoste, Cornalin du Valais, Crovassa, Durize, Eyholzer, Fumin, Goron de Bovernier, Mayolet, Ner d’Ala, Petit-Rouge, Prëmetta/Prié rouge, Roussin, Roussin de Morgex, Vien de Nus, Vuillermin.
- Weissweinsorten: Completer, Himbertscha, Humagne Blanche, Lafnetscha, Petite Arvine, Planscher, Prié Blanc, Resi.

## Synonyme
unbekannt

## Abstammung
Humagne Blanche x unbekannte Sorte